# Diego de Zúñiga
Diego de Zúñiga, né à Salamanque le 1er janvier 1536 et mort à Tolède en 1597 ou 1598, est un théologien espagnol.

## Biographie
Diego entre chez les augustins à Salamanque en 1551. Il étudie de philosophie à Salamanque (1552-1555) et de théologie à Alcalá (1555-58). Il s'établit ensuite à Valladolid et à Madrigal. En 1568, il présente une supplique au pape Pie V lui enjoignant de l'appeler à Rome, afin de pouvoir y discuter avec les plus grands théologiens de l'époque de ses théories. Il devient titulaire de la chaire de théologie de l'Université d'Osuna (1573-79). Il se retire ensuite au couvent des augustins de Tolède. Il intervient durant le procès contre son coreligionnaire Luis de León. En histoire de la philosophie, Diego de Zúñiga est souvent retenu comme l'auteur de l'une des premières métaphysiques systématisées modernes (1597). Il fonde les principes de toutes les sciences sur la philosophie première d'Aristote, considérée à ce titre comme propédeutique aux autres, et par la même occasion entreprend la scission entre métaphysique et théologie naturelle qui se poursuivra dans toute sa postérité. Il est également intervenu dans les débats astronomiques de son temps, et a composé un grand nombre de commentaires bibliques.

## Œuvres
- De vera religione in omnes sui temporis haereticos libri tres, Salamanca, M. Gastius, 1577 ;
- Prima pars philosophiae, qua perfecte et eleganter quatuor scientiae Metaphysica, Dialectica, Rhetorica et Physica declarantur, ad Clementem octavum Pontificem maximum, Toledo, apud Petrum Rodriguez, 1597 ;
- In Iob commentaria, quibus triplex eius editio vulgata latina, hebraea et graeca septuaginta interpretum, necnon et chaldea explicantur, et inter se cum differre hae editiones videntur conciliantur, et praecepta vitae cum virtute colendae literaliter deducuntur, Toledo, Ioan. Rodericus, 1584 ; 2ème édition : Rome, apud Franc. Zannettum, 1591.